# Ћерка
Ћерка, кћерка или кћи је назив за женског потомка родитеља. У већини светских култура се ћерке третирају инфериорно у односу на синове. Један од изузетака је модерни Јапан где због драстичног пада наталитета и велике просечне старости становника родитељи сматрају како ће се женска деца боље бринути за њих када постану стари и немоћни.
Под изразом „ћерка фирма” се понекад метафорички називају институције које су се развиле од матичне организације („мајке”).